# Вилсон Матиас
Вилсон Тиаго Матиас (порт. Wilson Tiago Mathías; родился 14 сентября 1983 года в Лимейре, Бразилия) — бразильский футболист, опорный полузащитник.

## Клубная карьера
Вилсон начал карьеру на родине выступая за клубы низших бразильских лиг «Унион Сан-Жуан» и «Итуано».
В 2005 году он перешёл в мексиканский «Монаркас Морелия». 30 июля 2005 года в матче против «Крус Асуль» он дебютировал в мексиканской Примере. В этом же поединке он был удалён с поля. В составе «персиков» Матиас провёл четыре сезона и стал одним лидеров клуба, а также самым опытным после Мозеса Муньоса. В 2010 году Вилсон решил вернуться на родину и подписал контракт с клубом «Интернасьонал». Сумма трансфера составила 800 тыс. долларов. 9 мая в матче против «Крузейро» он дебютировал в бразильской Серии А. 17 сентября в поединке против «Сан-Паулу» Матиас забил свой первый гол за «Интернасьональ». Вилсон не был футболистом основы и часто оставался на скамейке запасных, в 2012 году он для получения игровой практики ездил в аренду в клуб «Португеза Деспортос». Несмотря на это Матиас стал чемпионом Лиги Гаушу, а также завоевал Кубок Либертадорес и Рекопу Южной Америки.
В 2012 году он вернулся в Мексику, где подписал контракт с «Толукой». 22 июля в матче против «Гвадалахары» Вилсон дебютировал за новый клуб. Через неделю в поединке против «Пуэблы» Матиас забил свой первый гол за «Толуку». За команду Вилсон отыграл два сезона после чего перешёл в «Веракрус». 20 июля 2014 года в матче против «Сантос Лагуна» он дебютировал за «акул». Отыграв полгода Вилсон в начале 2015 года перешёл в «Чьяпас» на правах аренды. 11 января в матче против «Гвадалахары» он дебютировал за новую команду.
Летом 2015 года Вилсон на правах аренды перешёл в «Керетаро». 26 июля в матче против «Атласа» он дебютировал за новый клуб. В начале 2016 года Вилсон на правах аренды перешёл в «Дорадос де Синалоа». 10 января в поединке против своего бывшего клуба «Чьяпас» он дебютировал за «дорад».

## Достижения
Командные
 «Интернасьонал»
- Лига Гаушу — 2011
- Обладатель Кубка Либертадорес — 2010
- Обладатель Рекопы Южной Америки — 2011

 «Тихуана»
- Чемпионат Мексики по футболу — Апертура 2012